# 馬庫斯·特雷西柯西克
馬庫斯·特雷西柯西克，OBE（英語：Marcus Trescothick；1975年12月25日—）是一位英格蘭板球運動員。他現在效力於索默塞特郡板球俱樂部，同時也代表英格蘭板球代表隊參賽。特雷西柯西克代表英格蘭參加了76場測試賽和123場國際比賽。